# Baltasar Brum (Artigas)
Baltasar Brum (también conocida como "Isla Cabellos") es una localidad uruguaya ubicada en la 8.ª sección del departamento de Artigas, sede del municipio homónimo. Es la cuarta localidad en número de habitantes del departamento, con 2531 habitantes (aproximadamente el 3,4 % de la población total departamental).

## Ubicación
La localidad se encuentra situada en la zona suroeste del departamento de Artigas, sobre la cuchilla de Belén, junto a las nacientes de los arroyos de las Pavas y Palma Sola Grande, y en el km 701 de la línea férrea proveniente de Montevideo, que se bifurca allí en dos ramales, uno a Bella Unión y otro a Artigas.
Dista 36 km de Tomás Gomensoro, 63 km de la ciudad de Bella Unión 105 km de la ciudad de Artigas y 607 km de Montevideo

## Historia
Originalmente se llamaba "Isla Cabellos", y ya figuraba en el diario de José Rondeau en 1804.
Históricamente toda la región formó parte de la "Estancia de Yapeyú", ubicada a 20 km hacia el norte de la actual ciudad de Paso de los Libres.

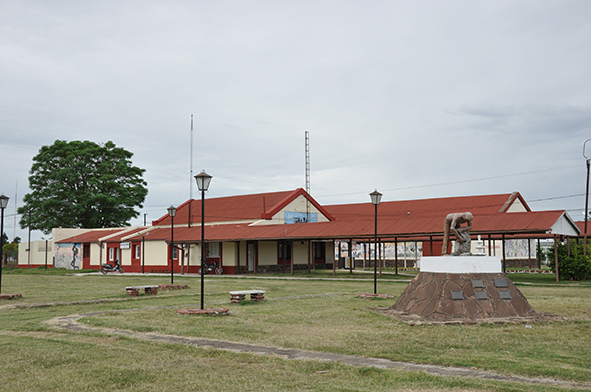
Antigua estación de trenes

El 1 de noviembre de 1883 llegó a la zona la primera cuadrilla de hombres que iban instalando las vías férreas que unirían Bella Unión con Salto. Estaba integrada por inmigrantes de la zona norte de Italia. La cuadrilla se afincó en la zona y el núcleo poblacional tomó el nombre de Isla Cabellos. Llegaron posteriormente a la zona inmigrantes italianos, rusos y alemanes.
En 1932, la localidad fue elevada a la categoría de pueblo por ley 8.907 del 1 de noviembre de ese año con el nombre de Cabellos. Posteriormente, por ley 12.266 del 4 de enero de 1956 fue renombrada con el nombre de Baltasar Brum en homenaje al expresidente uruguayo.
Pese a haber surgido por la actividad ferroviaria, el cese en 1985 de los servicios de AFE no lo afectó e incluso su población, que venía decayendo, volvió a aumentar debido a la construcción de viviendas por el plan MEVIR.
Si bien es verdad y fue renombrada con un nuevo nombre, el de Baltasar Brum, cabe destacar que el nombre fue dado específicamente a la estación ferroviaria en sí, donde fue colocado y grabado en dos planchas de hormigón, y no al pueblo que continuó y aún hoy, es  llamado por sus lugareños como Isla Cabellos.
También es importante destacar el porqué casi inexplicable aumento de población después de haber sido  sacado y parcialmente desmantelado sus rieles. Cuando  sucede el retiro del servicio ferroviario en 1985, durante la Presidencia del Sr. Julio María Sanguinetti.
Se produce un fenómeno social muy elogiable, a partir de ese año, razón que fundamenta el tesón y sacrificio de entre muchos luchadores sociales como Domingo Salsamendi, José María Méndez, Raúl Elliot, Aparicio García Da Rosa, y muchos más que fueron responsables directos por dar inicio al primer Liceo Rural, (Hoy Liceo Oficial y anexo para educación superior), el haber hecho férreas gestiones para implementar los 6 planes de Mevir que hoy existen motivó la permanencia de los jóvenes por más tiempo con mejores opciones laborales. Agradezco se agregue a la rica historia que tiene este pueblo, para que se instale en él una especie de justicia social en homenaje al valeroso esfuerzo de tantos.

## Generalidades
Desde 1900 cuenta con escuela. En 1940 se fundó una policlínica, llegó el agua corriente, la luz eléctrica, el teléfono, una oficina de correos y una sucursal del Banco de la República. En los años 1980 se creó el liceo, y se inició el cultivo de arroz.
Se comunica a través de una ruta secundaria por el norte con la ruta 30, y a través de esta con Tomás Gomensoro, Bella Unión, y Artigas.  Por el sur pasando las termas del Arapey, con la ruta 3 comunicándose con el resto del país.

## Población
La localidad de Baltasar Brum, cuenta con una población de 2531 habitantes, según el censo del año 2011.
| 1867          | 1764 | 1753 | 1627 | 2144 | 2472 | 2531 |
| (Fuente: INE) |      |      |      |      |      |      |

## Economía

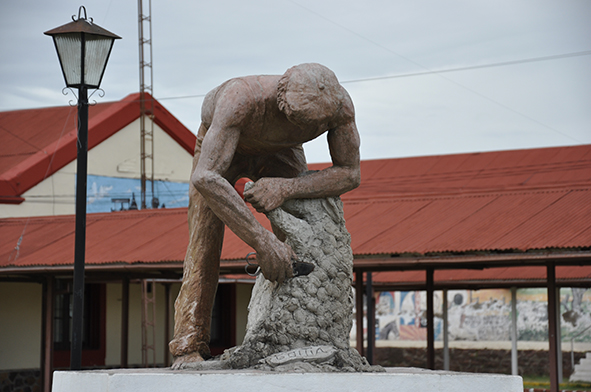
Monumento a la esquila ovina

La actividad económica que predomina en la zona de Baltasar Brum es la ganadería (cría y engorde de ganado vacuno y ovino), a la cual le sigue el cultivo de arroz. 
La esquila es un trabajo zafral muy importante para buena parte de los trabajadores rurales de Baltasar Brum y Diego Lamas.

## Gobierno
Desde julio de 2015, el alcalde de Baltasar Brum es Juan Carlos Martincorena. El mismo pertenece al Partido Nacional (PN).

## Personajes famosos de Baltasar Brum
- Alba Roballo, abogada y política, la primera mujer ministra en Sudamérica.
- Amílcar Vasconcellos, abogado y político.
- Néstor "Tito" Gonçalves, futbolista capitán de Peñarol, Campeón de América y del Mundo con Peñarol en 1961 y 1966; también jugador de la Selección Uruguaya.